# Байя Мали Книнджа
Ба́йя Ма́ли Кни́нджа (серб. Баја Мали Книнџа), настоящее имя Мирко Пайчин (серб. Мирко Пајчин, родился 13 октября 1966 года) — сербский поэт-песенник, исполнитель в жанре фолк.
Зачастую его творчество относят к т. н. турбофолку, но сам по себе этот исполнитель является большим критиком этого жанра музыки. Он является двоюродным братом покойной сербской певицы Ксении Пайчин.

## Биография
Родился 13 октября 1966 в деревне Губин, недалеко от города Ливно, Босния и Герцеговина. Кроме своего родного сербского, он владеет русским и английским языками.
Свою первую песню «Нема раја без роднога краја» (серб. Нет рая без родного края) он написал, пребывая в доме четнического воеводы Момчило Джуича. Свой первый успех и симпатию среди сербской публики он получил благодаря своему хиту военных времен начала 90-х «Врати се Војводо» (серб. Вернись, Воевода), которая посвящена как раз Момчило Джуичу, песня-призыв вернуться в Сербскую Краину и защитить сербский народ.
Байя не раз заявлял, что он никогда в своей жизни не посетит Хорватию, помня, что в своё время усташи сожгли его дом и сравняли с землей кладбище, где покоились его предки.
Почти за двадцать лет эстрадной карьеры Байя выпустил больше двадцати альбомов (включая совместные работы с группой «Браћа са Динаре» (серб. Братья с Динары)).
В наши дни Мирко живёт в Белграде, с женой, сыном и тремя дочерьми, активно продолжая своё творчество.

## Популярность
Байя Мали Книнджа — наиболее популярный певец в Республике Сербской (сербское государство внутри Боснии и Герцеговины). Его альбомы разошлись миллионными копиями в Республике Сербской, Сербии и по всему миру, где есть многочисленные сербские диаспоры (в том числе Канада, Австралия).

## Авторская деятельность
Байя Мали Книнджа стал автором текстов для песен многих других исполнителей, таких как «Јандрино Јато», «Синови Мањаче», «Звуци Тромеђе», «Певаj Србијo» и «Српски Талибани».

## Дискография
- 1991: Не дам Крајине
- 1992: Стан’те паше и усташе
- 1993: Живјеће овај народ
- 1993: Још се ништа не зна
- 1993: Рат и мир
- 1993: Коцкар без среће
- 1994: Побиједиће истина
- 1995: Играју се делије
- 1995: Идемо даље
- 1996: Збогом оружје
- 1997: Не дирајте њега
- 1998: Повратак у будућност
- 1998: Српским радикалима
- 1999: Бити ил не бити
- 1999: Живот је тамо
- 2000: Заљубљен и млад
- 2001: Ђе си легендо
- 2002: Збогом памети
- 2006: За ким звона звоне
- 2008: Глуви Барут
- 2011: Идемо малена
- 2012: Леси се врача кући
- 2014: Говор душе

### Другие альбомы
- 1995: Сеобе
- 1997: Баја Мали Книнџа и Оги Вуковљак
- 2000: Баја и Слаја бенд

### С группой «Браћа са Динаре»
- 1994: Гоки и Баја бенд
- 1995: Била једном једна земља
- 1996: Плачи вољена земљо
- 1997: Ја се свога, не одричем до гроба
- 1998: Идемо до краја

### Концертные записи
- 1993: Све за српство, српство ни за шта
- 2000: Минхен - уживо
- 2003: Уживо - Баја Мали Книнџа
- 2003: Луда журка - уживо
- 2004: Још сад па ко зна кад
- 2004: Баја Мали Книнџа и Јован Перишић
- 2006: Још по који пут
- 2006: Гара из Њемачке
- 2009: Има Срба, има још
- 2009: Где је моја Натали
- 2009: Краљ мења Краља

## Награды
- Орден Негоша I степени (2024, Республика Сербская, Босния и Герцеговина)[1]